# Poble Espanyol
Poble Espanyol (katalanisch für Spanisches Dorf, spanisch: Pueblo Español) ist ein Freilichtmuseum in Barcelona, Spanien. Anlässlich der Weltausstellung in Barcelona wurde es 1929 auf einer Fläche von 49.000 m² am Fuße des Berges Montjuïc errichtet.

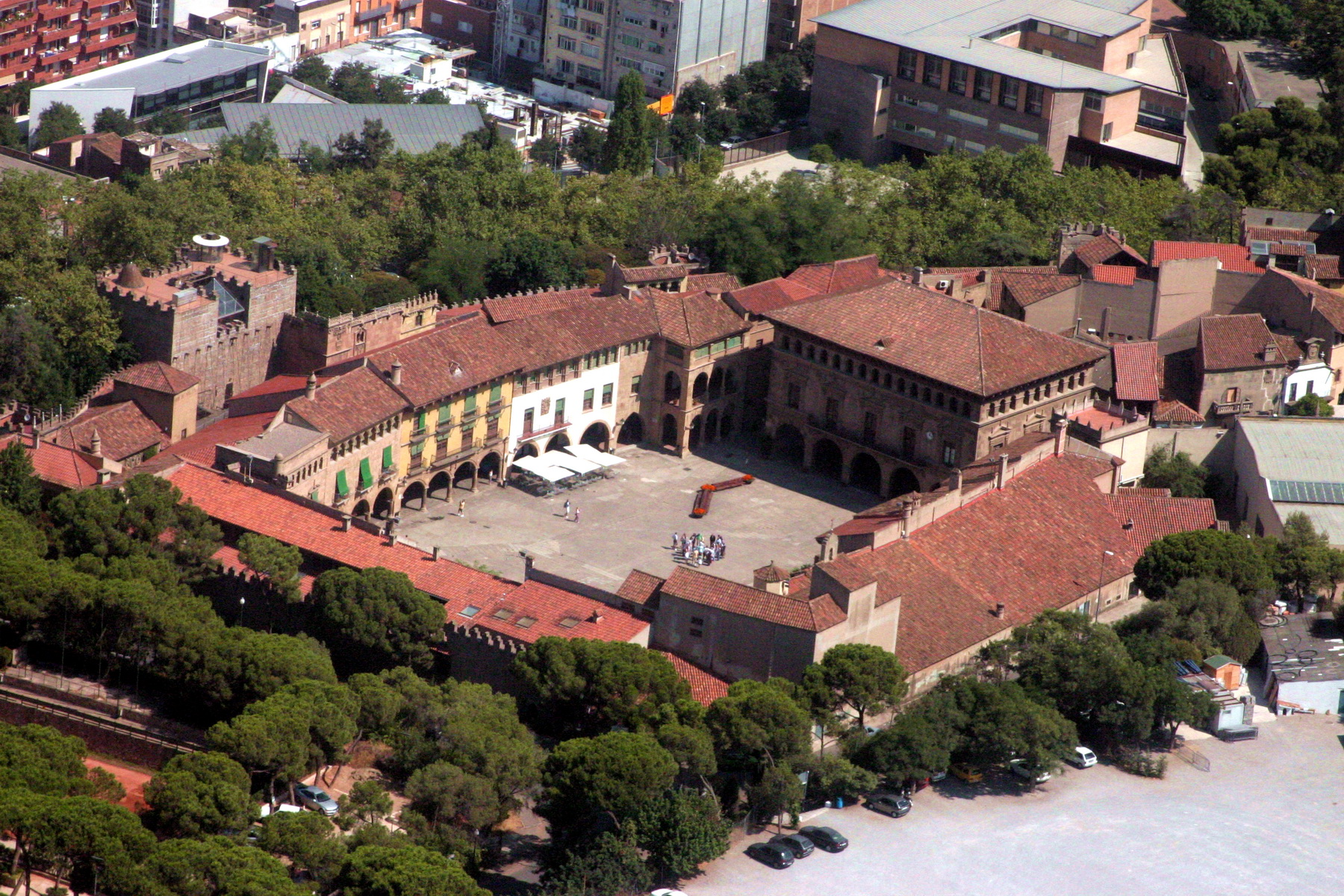
Luftaufnahme des Poble Espanyol

Das Poble Espanyol wurde in 13 Monaten erbaut und sollte nach der Weltausstellung wieder abgerissen werden. Der Erfolg während der Weltausstellung führte zu dem Entschluss, das Museum weiter zu betreiben. Bis zum heutigen Tag ist es ein Anziehungspunkt für Touristen aus der ganzen Welt.
Die 117 Bauwerke sind, nicht immer originalgetreue, Nachbauten aus allen Epochen, Kulturen und Regionen Spaniens. Das „Dorf“ mit seinen Straßenzügen und Plätzen soll ein charakteristisches, architektonisches Abbild der verschiedenen spanischen Architekturstile zeigen. Zu den Gebäuden gehören ein romanisches Kloster, eine Kirche, ein Rathaus, Teile von Palästen und Bürgerhäuser. Das Poble Espanyol betritt man durch einen Nachbau des Tores des Heiligen Vizenz (Puerta de Ávila), Teil der Stadtmauer von Ávila.
In Handwerksbetrieben werden in traditionellen Techniken Waren hergestellt und verkauft. Zu sehen sind unter anderem eine Glasbläserei, eine Töpferei und Werkstätten zur Herstellung von Musikinstrumenten, Spielzeug und Schmuck. In mehreren Restaurants werden landestypische Gerichte angeboten. Auf Veranstaltungen werden volkstümliche Tänze, Musik und Brauchtum vorgestellt, in Ausstellungen Kunstgegenstände gezeigt.

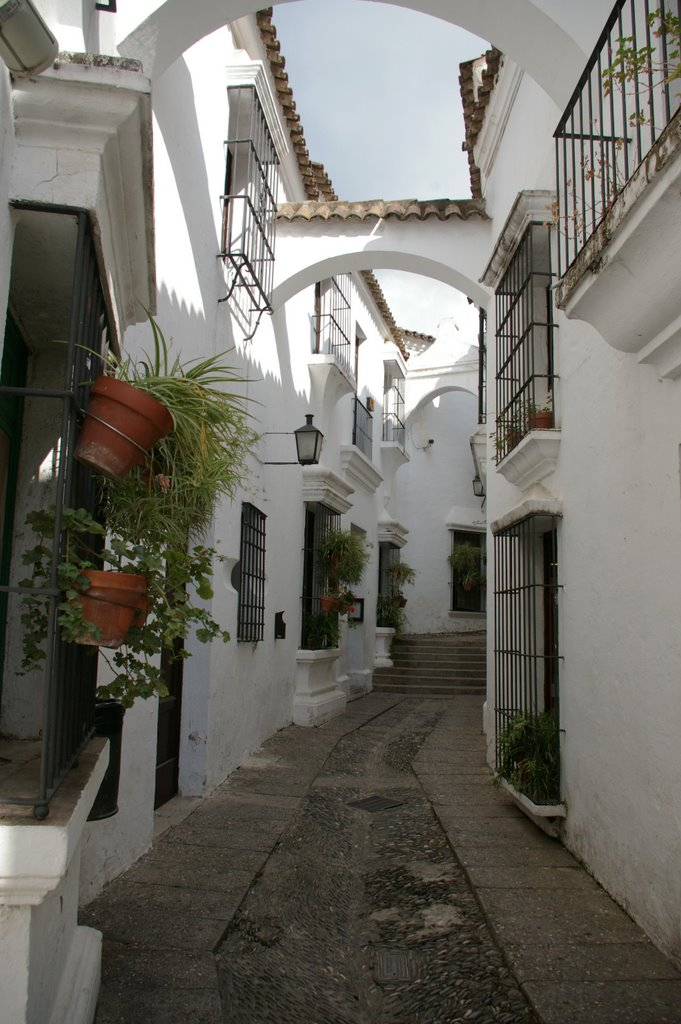
Gasse im Poble Espanyol
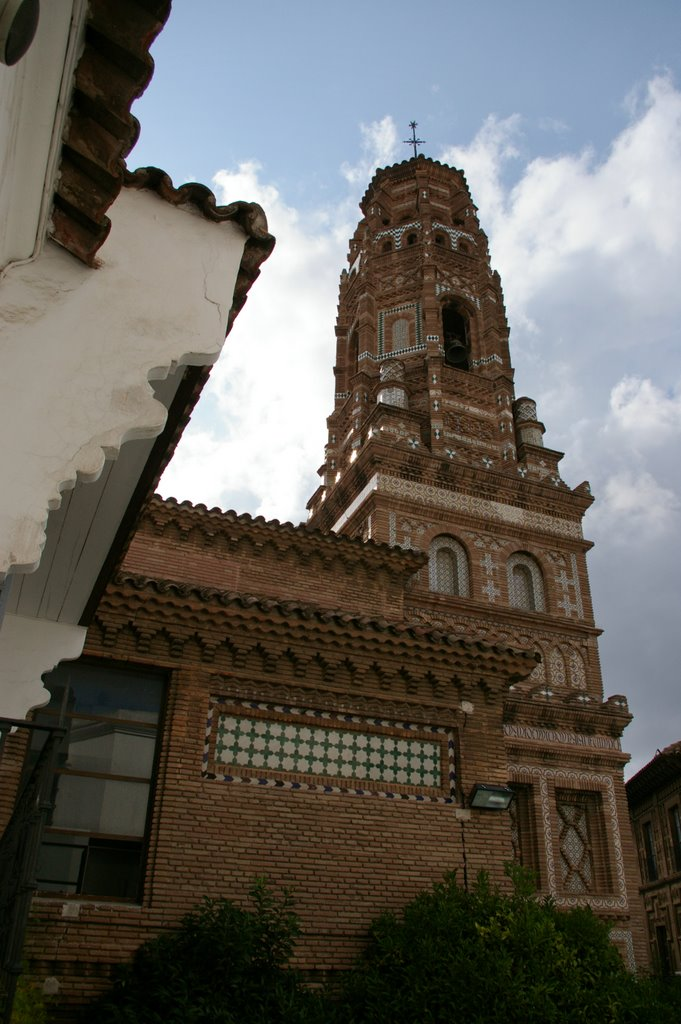
Mudéjar-Kirchturm